# 卡奇卡丹區
卡奇卡丹區（西班牙語：Distrito de Cachicadán），是秘魯的一個區，位於該國西北部拉利伯塔德大區的聖地亞哥德丘科省，始建於1900年11月3日，面積266.5平方公里，海拔高度2,884米，2005年人口6,264，人口密度每平方公里24人。